# Gilles Jacob
Gilles Jacob (Parigi, 22 giugno 1930) è un critico cinematografico, regista e produttore cinematografico francese, presidente dell'organizzazione del Festival di Cannes dal 2001 al 2014.

## Biografia
Membro di una famiglia ebraica della borghesia parigina, è costretto per le sue origini ad allontanarsi dalla città all'inizio della seconda guerra mondiale con la famiglia. Il padre, capitano dell'esercito, viene fatto prigioniero e internato in Germania, Gilles e la famiglia trovano rifugio in un convento presso Miribel-les-Échelles. La sua storia sarà fonte di ispirazione per Louis Malle che la narrerà in Arrivederci ragazzi, film del 1987.
Al termine del conflitto, rientra a Parigi per concludere gli studi. 
Saggista, critico influente nella cinematografia francese, viene proposto nel 1977 come delegato per il Festival di Cannes.

## Filmografia

### Produttore
- Chacun son cinéma, registi vari (2007)

### Regista
- Le cinéma dans les yeux (1987)

## Riconoscimenti
- Festival di Cannes
  - 1987 - Grand Prix tecnico per Le cinéma dans les yeux
- Nastro d'argento
  - 2010 - Nastro d'argento alla carriera